# Magda Aelvoet
Magdalena Godelieve Hilda (Magda) Aelvoet (ur. 4 kwietnia 1944 w Steenokkerzeel) – belgijska i flamandzka polityk, działaczka społeczna, była minister i posłanka do Parlamentu Europejskiego.

## Życiorys
Z wykształcenia magister nauk społecznych i politycznych, kształciła się też w zakresie filologii germańskiej. W latach 1967–1985 pracowała w różnych organizacjach pozarządowych. Zaangażowała się w działalność flamandzkiego ugrupowania ekologicznego Agalev.
W latach 1985–1991 zasiadała w federalnym Senacie. Następnie przez trzy lata była posłanką do Parlamentu Flamandzkiego. W tym samym czasie należała do liderów swojego ugrupowania. Od 1994 do 1999 sprawowała mandat deputowanej do Parlamentu Europejskiego IV kadencji. Do 1997 była wiceprzewodniczącą, następnie do końca kadencji przewodniczącą Grupy Zielonych. Pracowała w Komisji ds. Zagranicznych, Bezpieczeństwa i Polityki Obronnej.
Po odejściu z PE została wicepremierem oraz ministrem spraw konsumentów, zdrowia publicznego i środowiska w pierwszym rządzie Guya Verhofstadta. Urząd ten sprawowała przez trzy lata. Po klęsce wyborczej jej ugrupowania w 2003 zrezygnowała z większej aktywności politycznej, była później radną w Leuven. Kandydowała także bez powodzenia do parlamentu krajowego w 2010 z ramienia Groen! (dawnego Agalev).